# Leonhard Illisson
Leonhard-Friedrich Illisson (ur. 11 marca 1911 w miejscowości Lauenhof w ówczesnej guberni kurlandzkiej, zm. 31 stycznia 1993 w Tallinnie) – polityk Estońskiej SRR.

## Życiorys
Od 1930 do 1938 studiował na Wydziale Filologicznym Uniwersytetu w Tartu i został instruktorem Estońskiego Towarzystwa Trzeźwości. W 1940 został członkiem WKP(b), od 1941 do 1944 służył w Armii Czerwonej jako politruk, a od grudnia 1944 do 1959 był przewodniczącym Centralnej Rady Związków Zawodowych Estonii/Estońskiej Republikańskiej Rady Związków Zawodowych. Jednocześnie od 25 grudnia 1948 do 16 lutego 1960 był członkiem KC Komunistycznej Partii (bolszewików) Estonii/KPE i od 26 grudnia 1948 do 20 sierpnia 1953 zastępcą członka, a od 20 sierpnia 1953 do 28 stycznia 1958 członkiem Biura KC KPE. Od 1959 do 1971 był pełnomocnikiem Komitetu Standardów, Miar i Przyrządów Mierniczych przy Radzie Ministrów Estońskiej SRR, w 1971 przeszedł na emeryturę.